# The Other Side of Heaven
The Other Side of Heaven (Al otro lado del cielo en Hispanoamérica y España) es una película dramática estadounidense de 2001, basada en el libro In the Eye of the Storm de John H. Groberg. Escrita y dirigida por Mitch Davis, fue protagonizada por Christopher Gorham y Anne Hathaway.
La película trata sobre las experiencias de Groberg como misionero de la Iglesia de Jesucristo de los Santos de los Últimos Días en el Reino de Tonga en la década de 1950 y se basa en el libro que escribió sobre sus experiencias allí. La película gira en torno a dichas experiencias. Mientras retrata estos eventos, la película discute poca teología SUD y se enfoca en la experiencia misionera. 
En febrero de 2018, se anunció la realización de una secuela titulada The Other Side of Heaven 2: Fire of Faith, la cual fue estrenada el 28 de junio de 2019. Gorham, Folau, Lees y Smith volvieron a interpretar sus papeles en la primera película. Natalie Medlock interpretó a Jean Groberg, reemplazando a Hathaway. La película se basó en la segunda novela autobiográfica de Groberg, con el mismo título, ambientada diez años después de la primera película. La historia sigue a John regresando a la isla con su esposa y sus cinco hijas durante el período en que sirvió como presidente de misión de la Iglesia SUD.  

## Argumento
John Groberg, (Christopher Gorham) que creció en Idaho Falls, Idaho, se gradúa de la Universidad Brigham Young y es llamado a una misión al Reino de Tonga. Allí, pasará dos años y medio como misionero.  
Cuando llega a Tonga, es enviado a un grupo de islas remotas a 800 millas (1287,5 km) desde la oficina central de la misión. Antes de partir en este último tramo, se le asigna un compañero, el tongano Feki (Joe Folau), quien es el único que habla inglés. Sin embargo, Groberg descubre que no puede comunicarse con los locales, ya que su conocimiento del idioma tongano es muy deficiente. Debido a esto, estudia intensamente para poder dominarlo.  
A lo largo de la película, las cartas entre Groberg y su prometida, Jean (Anne Hathaway), sirven como narración de la historia. Cuando otro hombre le propone matrimonio a Jean, ella mantiene su promesa de esperar a John.   
Un ministro cristiano local advierte a la gente que no escuche a Groberg y Feki. Más tarde, envía cuatro hombres para vencerlos. Sin embargo, uno de los hombres, Tomasi, evita el ataque. Groberg se entera del borracho Tomasi que había sido bautizado como miembro de la Iglesia SUD hace muchos años cuando era niño. Tomasi luego comienza a asistir a las reuniones de la iglesia. Cuando un niño se cae de un árbol de mango y queda inconsciente, Groberg le da primeros auxilios básicos y reza por él. Cuando una joven, a instancias de su familia, intenta seducir al élder Groberg, él responde enseñándole sobre el matrimonio. Un tifón destruye árboles, casas y cultivos. Las personas mueren en la tormenta, y muchas mueren por inanición y deshidratación. Groberg está a punto de morir cuando el ministro local le da lo último de su comida. Después de que el barco de suministros finalmente llega, el ministro es encontrado muerto. Más tarde, mientras viajaba en el mar, Groberg y sus dos consejeros se ven atrapados en una gran tormenta. Lo lavan por la borda y teme por su vida. Nada hasta que encuentra una isla donde también localiza a sus consejeros, y luego son rescatados y regresan a Tonga. 
Groberg regresa un día a su choza y descubre que su presidente de misión ha venido a visitar la isla. No está contento porque no ha tenido noticias de Groberg desde que llegó a esta isla muchos meses antes. Groberg describe algunos de los éxitos que han experimentado, y el presidente se sorprende al enterarse de nuevas sucursales y lugares de reunión en las islas exteriores que no han sido autorizadas. Groberg y sus consejeros pasan toda la noche completando los registros de la iglesia que solicitó el presidente. Por la mañana, descubre que el presidente está a punto de abordar un bote y le entrega una gran cantidad de formularios que documentan todo lo que han logrado. Cuando su tiempo como misionero llega a su fin, Groberg recibe un telegrama que le indica que regrese a Nueva Zelanda, donde viajará a Idaho Falls, Idaho. Cuando está listo para partir, muchos isleños se reúnen en sus mejores ropas para despedirlo, testificando el impacto que ha tenido durante su estadía. Una vez que llega, se casa con Jean y los dos pasan su luna de miel en una cabaña junto a la playa. 

## Reparto
| Personaje         | Actor              | Doblaje en Hispanoamérica | Doblaje en España   |
| ----------------- | ------------------ | ------------------------- | ------------------- |
| John H. Groberg   | Christopher Gorham | Diego Brizzi              | Enric Puig          |
| Jean Sabin        | Anne Hathaway      | Luciana Falcón            | Eva Bau             |
| Feki              | Joe Folau          | Hernán Palma              | José García Tos     |
| Lavinia           | Miriama Smith      | Mariela Álvarez           | Julia Sorlí         |
| Tomasi            | Alvin Fitisemanu   | Ezequiel Romero           | Arcadio Pascual     |
| Noli              | Apii McKinley      | Claudia Pannone           | Montse Anfruns      |
| Sr. Groberg       | Ross Duncan        | Eduardo Espinoza          | Juan Vicente Espuig |
| Sra. Groberg      | Maggie Harper      | Silvia Aira               | Montse Anfruns      |
| Asi               | Whetu Fala         | Silvia Aira               | Xesca Guillén       |
| Presidente Stone  | John Sumner        | Eduardo Espinoza          | Vicente Quintana    |
| Presidente Coombs | Gerald R. Molen    | Eduardo Espinoza          | Sergio Capelo       |
| Kelepi            | Nathaniel Lees     | ¿?                        | ¿?                  |
| Finau             | Pua Magasiva       | Hernán Bravo              | ¿?                  |

## Producción

### Desarrollo
The Other Side of Heaven está basada en el libro de John Groberg titulado In the Eye of the Storm. Deseret Book, que era dueña de los derechos del libro, dudaba en venderlos para una película debido a las preocupaciones de si la misma capturaría el "espíritu del libro", y sobre cómo la Iglesia SUD sería representada. Finalmente, vendió los derechos del libro, gracias al hecho de que el productor, el director y muchos miembros del equipo de filmación fueran miembros de dicha Iglesia. 
Gerald R. Molen, el productor, trabajó en películas, como The Color Purple, Rain Man, Schindler's List y The Lost World: Jurassic Park; ganó un Premio Óscar por su trabajo en la Lista de Schindler. Mitch Davis, el director, había trabajado en varias películas de Disney antes de esta producción; ganó un premio CAMIE, que fue compartido con Gerald R. Molen y varios miembros del equipo de filmación.  
El presupuesto de la película fue de $ 7 millones de dólares.

### Casting
Christopher Gorham fue elegido para el papel principal como John H. Groberg. El director Mitch Davis lo seleccionó después de audicionar "cientos y cientos de actores en ambas costas" porque Gorham exhibió "un poco de luz en sus ojos", según Davis. Desde entonces se ha convertido en un nombre común en el cine mormón, apareciendo en otros roles SUD con películas como We Love You, y Sally Carmichael!   
Anne Hathaway fue elegida como Jean Groberg (née Sabin). Hathaway declaró que le gustaba cómo el personaje de Jean estaba comprometido con Groberg, pero vivía su propia vida. Antes de comenzar a rodar en Nueva Zelanda, hizo una audición para The Princess Diaries.

### Rodaje
La fotografía principal de la película fue realizada en Nueva Zelanda y en la isla de Rarotonga, capital de las Islas Cook. Las escenas de apertura, ambientadas en la Universidad Brigham Young fueron filmadas también en Nueva Zelanda.
Las escenas de la isla se completaron en dos meses. Tanto en Rarotonga como en Auckland, la lluvia a menudo amenazaba con retrasar los brotes, pero Davis afirmó que sus oraciones retrasaron mucha lluvia durante el rodaje.
El profesor Terryl Givens señaló que la película no menciona la fe de Groberg ni explica por qué está cumpliendo su misión. Él especula que esto podría ser un esfuerzo por "universalizar el mensaje del servicio cristiano y la mayoría de edad espiritual".
El primer corte de la película fue de 135 minutos y el último fue de 113 minutos.

## Lanzamiento
El lanzamiento de la película se retrasó para seguir el lanzamiento de la otra película de Disney, The Princess Diaries, también protagonizada por Anne Hathaway. Disney participó solo en el lanzamiento en DVD, que fue distribuido por Excel Entertainment Group. 

### Taquilla
The Other Side of Heaven fue estrenada el 14 de diciembre de 2001, obteniendo $55,765 en su primer fin de semana, y ocupando el puesto número 41 en la taquilla nacional. Al final de su carrera, casi un año después, el 2 de diciembre de 2002, la película recaudó $4,720,371 en el país y $39,643 en el extranjero por un total mundial de $ 4,760,014.

### Recepción crítica
La película recibió variadas críticas. El agregador de reseñas Rotten Tomatoes le dio una calificación del 29% basada en 42 reseñas, con una calificación promedio de 4.6 de 10. El consenso del sitio dice: "El otro lado del cielo predica a los convertidos; otros probablemente lo considerarán propaganda simplista, incluso ofensiva". En Metacritic, la película tiene una calificación de 38 de 100 basada en 16 críticos, lo que indica "críticas generalmente desfavorables". La recepción de la audiencia fue mucho más positiva, promediando una calificación favorable del 73% en Rotten Tomatoes y 8.4 en Metacritic.  